# Suore di San Giuseppe di Orange
Le Suore di San Giuseppe (in inglese Sisters of St. Joseph of Orange; sigla C.S.J.) sono un istituto religioso femminile di diritto pontificio.

## Storia
La congregazione si riallaccia alla fondazione fatta a Le Puy-en-Velay dal sacerdote gesuita Jean-Pierre Médaille.
Gli inizi dell'istituto risalgono alla casa fondata il 12 giugno 1912 a Eureka da un gruppo di suore di San Giuseppe proveniente dalla congregazione di La Grange Park e guidato da madre Maria Bernarda Gosselin.
L'istituto ricevette il pontificio decreto di lode il 10 giugno 1930 e il 6 agosto 1939 le sue costituzioni ottennero l'approvazione definitiva.

## Attività e diffusione
Le suore si edicano a opere educative e ospedaliere; nel 1940, con una fondazione nelle isole Salomone, venne iniziata l'attività missionaria.
Oltre che negli Stati Uniti d'America, sono presenti in Australia e Papua Nuova Guinea; la sede generalizia è a Orange, in California.
Nel 2014 l'istituto contava 113 religiose in 18 case.